# Por a l'èxit (psicologia)
La por de reeixir és una condició psicològica caracteritzada perquè l'individu, davant la possibilitat d'aconseguir l'èxit en una àrea determinada, realitza esforços, conscientment o no, per arruïnar aquesta possibilitat.

## Característiques
Aquest comportament està sovint associat a la baixa autoestima o la por indirecta dels efectes que impliquen l'èxit.
- No ser capaç de conservar l'estat d'èxit. Por de fallar.
- Por del rebuig de la comunitat a causa de l'èxit.
- Por de no obtenir l'èxit o no merèixer-lo. Sentiment d'inferioritat o falta d'autoconfiança.

## Causes
S'han adduït un nombre indeterminat de raons que podrien provocar la por de l'èxit. Fins ara, la gran major part d'aquestes apunten cap a la infantesa com el temps en què aquesta por comença. Algunes de les causes esmentades són:
- Associació de l'èxit amb el trauma, amb la pèrdua de privadesa o amb l'augment de tensions i responsabilitats.
- Comentaris negatius recurrents que provoquen la reducció de l'autoestima de l'individu.
- "Inflació" o elevació de la idea d'èxit.